# Eduardo Pinheiro da Silva
Eduardo Pinheiro da Silva SDB (* 20. Januar 1959 in Lins, Brasilien) ist ein römisch-katholischer Ordensgeistlicher und Bischof von Jaboticabal.

## Leben
Eduardo Pinheiro da Silva trat in die Ordensgemeinschaft der Salesianer Don Boscos ein und empfing am 19. Januar 1991 das Sakrament der Priesterweihe.
Am 2. März 2005 ernannte ihn Papst Johannes Paul II. zum Titularbischof von Gisipa und zum Weihbischof in Campo Grande. Der Erzbischof von Campo Grande, Vitório Pavanello SDB, spendete ihm am 6. Mai desselben Jahres die Bischofsweihe; Mitkonsekratoren waren der Bischof von Araçatuba, Sérgio Krzywy, und der Bischof von Lins, Irineu Danelón SDB.
Papst Franziskus ernannte ihn am 22. April 2015 zum Bischof von Jaboticabal.